# Loi relative aux ressortissants étrangers de race juive
Loi du 3 octobre 1940 - premier statut des Juifs Loi du 7 octobre 1940 - abolition du Décret Crémieux
La loi du 4 octobre 1940 sur « les ressortissants étrangers de race juive » (bien que portant le nom de « loi », il s'agit en fait d'un acte de l'exécutif puisque le Parlement n'était plus en fonction depuis le 11 juillet 1940) permet l'internement immédiat des Juifs étrangers. C'est une loi d'exception conçue et mise en application par le régime de Vichy. Elle suit la proclamation du premier Statut des Juifs le 3 octobre. Numérotée 29, cette loi est publiée au Journal officiel de l'État français du 18 octobre 1940, page 5324.

## Texte de la loi
« Loi sur les ressortissants étrangers de race juive
Nous, Maréchal de France, chef de l'État français, Le conseil des ministres entendu, décrétons :

– Article premier. Les ressortissants étrangers de race juive pourront, à dater de la promulgation de la présente loi, être internés dans des camps spéciaux par décision du préfet de leur résidence.
– Article 2. Il est constitué auprès du ministre secrétaire d'État à l'Intérieur une commission chargée de l'organisation et de l'administration de ces camps. Cette commission comprend : un inspecteur des services administratifs, le directeur de la police du territoire et des étrangers ou son représentant, le directeur des affaires civiles du ministère de la Justice ou son représentant, un directeur du ministère des Finances.

– Article 3. Les ressortissants étrangers de race juive pourront, en tout temps, se voir assigner une résidence forcée par le préfet du département du lieu de résidence.

– Article 4.Le présent décret sera publié au Journal officiel pour être observé comme loi de l'État.

Fait à Vichy, le 4 octobre 1940. »

## Signataires
« Philippe Pétain. 
Par le Maréchal de France, chef de l'État français :
Le ministre secrétaire d'État à l'intérieur, Marcel Peyrouton.
Le ministre secrétaire d'Etat aux finances, Yves Bouthillier.
Le garde des sceaux, ministre secrétaire d'État à la justice, Raphaël Alibert. »

## L'internement
Des camps d'internement sont ouverts dans l'ensemble de l'Etat français (zone Nord et Sud). 40 000 Juifs étrangers seront ainsi internés à la suite de la loi relative aux ressortissants étrangers de race juive. Pour la zone Sud, les Juifs seront internés par exemple à Nexon, Agde, Gurs, Noé, Récébédou, Rivesaltes, Le Vernet.